# Либурн
Либурн (фр. Libourne) град је у Француској, у департману Жиронда.
По подацима из 1999. године број становника у месту је био 21.761.

## Демографија
| 1962.  | 1968.  | 1975.  | 1982.  | 1990.  | 1999.  | 2011.  |
| ------ | ------ | ------ | ------ | ------ | ------ | ------ |
| 19.834 | 22.123 | 21.651 | 22.119 | 21.012 | 21.761 | 23.681 |

## Партнерски градови
- Логроњо